# R.O.D
《R.O.D》（英文：Read or Die）是日本小說家倉田英之創作的奇幻冒險輕小說，共12集，由集英社Super Dash文庫出版。該作在2000年被改編成漫畫、在2001年改編成OVA《R.O.D -READ OR DIE-》，後來在2003年改編成電視動畫《R.O.D -THE TV-》。

## 故事背景
R.O.D背景是設定在大英帝國仍未瓦解的平行世界。帝國的存續受到大英圖書館的保護，外部情報機構實際是位在大英圖書館內部，而特別行動部（英國秘密情報局，通常更廣泛地被稱為軍情六處）也經常在劇情中提到。

## 登場人物

### 大英圖書館特殊工作部
讀子·列特文（読子・リードマン）
配音員：三浦理恵子
操紙師，能夠把紙變成紙牆壁等等的多樣化武器。
菫川奈奈奈的好朋友。
為大英圖書館的特工，幫助解決偉人事件。
為日本人與英國人的混血。
通稱：The Paper。
蘭西·幕張（ナンシー・幕張）
配音員：根谷美智子
為偉人軍團中的一員，有穿透物件的能力。
裘克將她從中國帶回英國
通稱：Ms. Deep。
裘克 Joker（ジョーカー）
配音員：鄉田穗積
大英圖書館特殊工作部的負責人

### 讀仙社
菫川奈奈奈（菫川ねねね）
配音員：雪野五月
日本人，日本著名天才女作家，褐色長髮。
年僅13歲，目前高中休學中

## 發行
| 劇集 | ISBN               | 出版日         |
| ---- | ------------------ | -------------- |
| 01   | ISBN 4-08-630002-8 | 2000年7月14日  |
| 02   | ISBN 4-08-630014-1 | 2000年10月25日 |
| 03   | ISBN 4-08-630026-5 | 2001年3月23日  |
| 04   | ISBN 4-08-630040-0 | 2001年7月25日  |
| 05   | ISBN 4-08-630062-1 | 2001年12月21日 |
| 06   | ISBN 4-08-630087-7 | 2002年7月25日  |
| 07   | ISBN 4-08-630105-9 | 2002年7月25日  |
| 08   | ISBN 4-08-630136-9 | 2003年7月25日  |
| 09   | ISBN 4-08-630169-5 | 2004年2月25日  |
| 10   | ISBN 4-08-630192-X | 2004年7月23日  |
| 11   | ISBN 4-08-630280-2 | 2006年2月24日  |
| 12   | ISBN 4-08-630765-9 | 2016年8月25日  |

## 改編

### 漫畫
由山田秋太郎繪製，共4卷。

### OVA
《R.O.D -READ OR DIE-》是2001年到2002年期間Aniplex發售的OVA作品，共3集。動畫製作是STUDIO DEEN動畫製作公司的監督舛成孝二。描寫「操紙術」能自在操縱紙的能力的秘密探員讀子·列特文。

### 電視動畫
《R.O.D -THE TV-》是輕小說改編成的電視動畫作品。2003年10月1日在日本Perfect choice（Pay Per View）電視台播放，2003年10月15日在日本富士電視台播放。2008年3月29日開始在東京都會電視台重播。共26集。劇情時間軸為OVA過四年後，主角為堇川奈奈奈。

## 外部連結
- Read or Die（漫畫）在動畫新聞網百科全書中的資料（英文）
- Read or Die Wiki（页面存档备份，存于）: a fan-wiki designed to cover all aspects of the R.O.D universe
- https://web.archive.org/web/20131126051645/http://dash.shueisha.co.jp/-rod: Shueisha's information page on the novels. （日語）